# M7高速公路 (阿塞拜疆)
納希切萬－薩達拉克－土耳其邊境高速公路（阿塞拜疆高速公路系統編號為M-7）是阿塞拜疆纳希切万自治共和国境内的高速公路。M-7高速公路全長87公里，東起納希切萬，西抵近薩達拉克的土耳其邊境，是阿塞拜疆唯一直接接駁土耳其邊境的道路，於2010年10月5日通車。

## 基本資訊
M-7高速公路全長87公里、寬23公尺（瀝青路面部分寬17.2公尺），阿塞拜疆高速公路（Azəravtoyol）系統的編號為“M-7”，是阿塞拜疆境内最短的高速公路。M-7高速公路是阿塞拜疆唯一直接接駁土耳其邊境的道路，也是丝绸之路經濟帶的一部分，並將纳希切万自治共和国境内的坎加利區、沙魯爾區與薩達拉克區予以連結。

## 歷史
M-7高速公路在2008年3月開始分階段動工建造，並分段通車，直至2010年全綫完工。2010年10月5日，阿塞拜疆共和國總統伊利哈姆·阿利耶夫正式啓用M-7高速公路，並成為M-7高速公路的首位使用者，M-7高速公路通車。